# Сан Никола III (Кјети)
Сан Никола III (итал. San Nicola III) је насеље у Италији у округу Кјети, региону Абруцо.
Према процени из 2011. у насељу је живело 23 становника. Насеље се налази на надморској висини од 92 м.